# لينورون
لينورون هو مركب عضوي يُستخدم كمبيد للأعشاب وينتمي إلى فئة مبيدات فينيل اليوريا.

## الاستخدامات
يُستخدم مركب اللينورون للتحكم في نمو الحشائش والأعشاب بهدف دعم نمو عدد من أنواع المحاصيل مثل محاصيل فول الصويا.

## آلية العمل
يعمل مُركب اللينورون عن طريق تثبيط النظام الضوئي الثاني، والي يُعتبر ضروريًا لنقل الإلكترون الضوئي في النباتات.

## التأثيرات على الحيوانات
يُعتبر مركب اللينورون أحد العوامل المسببة لاضطرابات الغدد الصماء في الحيوانات، وُجد أنه يؤدي إلى سمية تكاثرية في الحيوانات من خلال عمله كمضاد لمستقبلات الأندروجين. لذا قررت اللجنة الدائمة للنباتات والحيوانات والأغذية والأعلاف التابعة للهيئة الأوروبية لصحة وسلامة الغذاء في يناير عام 2017 عدم تجديد موافقتها التنظيمية على إنتاج واستخدام مبيدات الأعشاب التي تحتوي على مركب اللينورون في دول الاتحاد الاوروبي، ومن المتوقع أن تتوقف مبيعات هذه المبيدات بحلول يونيو 2017.